# Kankesjön
Kankesjön är en sjö i Laholms kommun i Halland och ingår i Lagans huvudavrinningsområde. Sjön är 3,2 meter djup, har en yta på 0,21 kvadratkilometer och är belägen 50 meter över havet. Vid provfiske har bland annat abborre, braxen, gers och gädda fångats i sjön.

## Delavrinningsområde
Kankesjön ingår i det delavrinningsområde (626986-134355) som SMHI kallar för Inloppet i Skogaby Krv Regl.Magasin. Medelhöjden är 88 meter över havet och ytan är 26,55 kvadratkilometer. Räknas de 306 avrinningsområdena uppströms in blir den ackumulerade arean 6 009,24 kvadratkilometer. Avrinningsområdets utflöde Lagan (Härån) mynnar i havet. Avrinningsområdet består mestadels av skog (75 procent). Avrinningsområdet har 0,79 kvadratkilometer vattenytor vilket ger det en sjöprocent på 3 procent. Bebyggelsen i området täcker en yta av 1,17 kvadratkilometer eller 4 procent av avrinningsområdet.

## Fisk
Vid provfiske har följande fisk fångats i sjön:
- Abborre
- Braxen
- Gärs
- Gädda
- Mört